# Farní sbor Českobratrské církve evangelické v Bruntále
Farní sbor Českobratrské církve evangelické v Bruntále je sborem Českobratrské církve evangelické v Bruntále. Sbor spadá pod Moravskoslezský seniorát.
Sbor byl založen roku 1948.
Sbor není obsazen, administruje f. Štěpán Janča. Kurátorem sboru je Milan Swider.

## Faráři sboru
- Jaromír Strádal st. (1957–1970)
- Bohuslav Vik (1970–1971)
- Bohuslav Vik (1971–1977)
- Pavel Hříbek (1994–2003)
- Ludvík Klobása (2003–2005)